# Šimon Ondruš
Šimon Ondruš (ur. 27 października 1924 w Klčowie, zm. 8 stycznia 2011 w Bratysławie) – słowacki językoznawca, slawista i indoeuropeista. Do jego zainteresowań naukowych należały: językoznawstwo ogólne, etymologia, komparatystyka i historia językoznawstwa, a także język staro-cerkiewno-słowiański.

## Życiorys
Absolwent Wydziału Filozoficznym Uniwersytetu Słowackiego (dzisiejszego Uniwersytetu Komeńskiego). Odbył studia z zakresu słowacystyki i filozofii (1946–1950). W 1952 r. uzyskał tytuł PhDr.; od 1959 r. kandydat nauk, od 1960 r. docent, od 1967 r. profesor.
Pełnił funkcje prodziekana i dziekana na Uniwersytecie Komeńskiego. Kierował Katedrą Slawistyki i Indoeuropeistyki. Był zatrudniony jako lektor języków słowackiego i czeskiego na Uniwersytecie w Debreczynie oraz jako profesor słowacystyki i bohemistyki na Uniwersytecie w Kolonii nad Renem.
Autor publikacji z zakresu językoznawstwa, etymologii i komparatystyki. Jego refleksje na temat literatury wielkomorawskiej były publikowane na łamach czasopism i wydawnictw zbiorowych, zarówno w kraju, jak i za granicą.
Autor podręcznika Úvod do slavistiky (Bratysława 1955, 1956, 1959), współautor publikacji Szláv népek és nyelvek (Budapeszt 1962) i Úvod do štúdia jazykov (Bratysława 1981, 1984, 1987).

## Wybrane publikacje
- Úvod do slavistiky  (1955, 1956, 1959)
- Szláv népek és nyelvek (współautorstwo, 1962)
- Úvod do štúdia jazykov (1981, 1984, 1987)
- Život a dielo Metoda, prvoučiteľa národa slovienskeho (1985)
- Odtajnené trezory (2000)
- Odtajnené trezory slov 2, 3 (2002, 2004)

## Nagrody
- 1975 Order Cyryla i Metodego (Bułgaria)
- 1980 Medal Komisji Edukacji Narodowej (Polska)